# Trichostomum austrocrispum
Trichostomum austrocrispum là một loài Rêu trong họ Pottiaceae. Loài này được (Beckett) R.H. Zander miêu tả khoa học đầu tiên năm 1993.